# Stonogobiops larsonae
Stonogobiops larsonae är en fiskart som först beskrevs av Allen, 1999.  Stonogobiops larsonae ingår i släktet Stonogobiops och familjen smörbultsfiskar. Inga underarter finns listade i Catalogue of Life.